# چارمین کروکس
چارمین کروکس (انگلیسی: Charmaine Crooks؛ زادهٔ ۸ اوت ۱۹۶۲) ورزشکار دو و میدانی سرعتی و مسافت های میانی اهل کانادا است. کروکس در ماندویل جامائیکا متولد شد، اما نزدیک به 20 سال در رشته دو و میدانی نماینده کانادا بود.
وی در مسابقات کشوری و بین‌المللی در مجموع برندهٔ ۶ مدال طلا، ۸ مدال نقره، ۲ مدال برنز شده‌است.
کروکس اولین زن کانادایی بود که توانست 800 متر را در کمتر از دو دقیقه بدود، همچنین مدال های طلای مسابقات پان امریکن، کشورهای مشترک المنافع، بازی های دانشجویی جهانی و جام جهانی را به دست آورد.او پنجمین فرزند با پنج خواهر و سه برادر است.

## زندگی‌نامه
کروکس رئیس و موسس NGU Consultants (از سال 1994) است، یک شرکت بازاریابی ورزشی، مدیریت و مشاوره شرکتی، که مشاوره استراتژیک و استراتژی های رشد را به شرکت های بزرگ در سطح ملی و جهانی ارائه می دهد.